# مارتین گابل
مارتین گابل (انگلیسی: Martin Gabel; ۱۹ ژوئن ۱۹۱۲ – ۲۲ مهٔ ۱۹۸۶) یک هنرپیشه، تهیه‌کننده، و کارگردان اهل ایالات متحده آمریکا بود.
از فیلم‌ها یا برنامه‌های تلویزیونی که وی در آن نقش داشته‌است می‌توان به مارنی، اولین گناه کبیره، صفحه اول و خانمی در سیمان اشاره کرد.